# 너에게 나를 보낸다 (텔레비전 프로그램)
《너에게 나를 보낸다》은 2017년 11월 2일부터 E채널 & 드라마큐브에서 방송중인 예능 프로그램이다.

## 출연자
- 신동엽
- 써니
- 앤디
- 하재숙
- 정은표
- 김동현
- 황재근